# Karl Emmerich-Eiben
Karl Heinrich Christian Emmerich-Eiben (* 1853; † 1917) war ein deutscher theosophischer Schriftsteller im sächsischen Radebeul.
Seine Werke für den Verlag H. G. Münchmeyer des Dresdner Verlegers Heinrich Gotthold Münchmeyer erschienen unter dem Pseudonym Victor Strahl. Eine Selbstrezension zum Drama Das Lebenswunder im Radebeuler Tageblatt verfasste er 1905 unter dem Pseudonym Ernst Roland.

## Werke
- Unschuldig zum Tode verurtheilt.
- Im Schatten des Todes.
- Das Opfer der Stiefmutter.
- Käthchen Schneider. Die Geliebte des Fabrikanten oder Ein echtes Weib aus dem Volke.
- Die Braut.
- Wer ist der Schuldige?
- Deutsche Treue und deutsche Lieb'.
- In letzter Stunde.
- Um eine Million.
- Um ein Augenpaar.
- Hypnotisiert.
- Geheimnisse eines Fürstenhauses.